# Týnec nad Labem
Týnec nad Labem är en stad i Tjeckien.   Den ligger i distriktet Okres Kolín och regionen Mellersta Böhmen, i den centrala delen av landet, 70 km öster om huvudstaden Prag. Týnec nad Labem ligger 240 meter över havet och antalet invånare är 1 868.
Terrängen runt Týnec nad Labem är platt. Runt Týnec nad Labem är det ganska tätbefolkat, med 116 invånare per kvadratkilometer. Närmaste större samhälle är Kolín, 11,4 km väster om Týnec nad Labem. Trakten runt Týnec nad Labem består till största delen av jordbruksmark.